# Melanophryniscus macrogranulosus
Melanophryniscus macrogranulosus là một loài cóc thuộc họ Bufonidae.
Đây là loài đặc hữu của Brasil.
Môi trường sống tự nhiên của chúng là sông ngòi, đầm nước ngọt, đầm nước ngọt có nước theo mùa, và.
Chúng hiện đang bị đe dọa vì mất nơi sống.